# 변호사법위반죄
변호사법위반죄는 변호사법을 위반한 형법상 범죄이다.

## 조문
제110조 (벌칙)
변호사나 그 사무직원이 다음 각 호의 어느 하나에 해당하는 행위를 한 경우에는 5년 이하의 징역 또는 3천만원 이하의 벌금에 처한다. 이 경우 벌금과 징역은 병과할 수 있다.

1. 판사·검사, 그 밖에 재판·수사기관의 공무원에게 제공하거나 그 공무원과 교제한다는 명목으로 금품이나 그 밖의 이익을 받거나 받기로 한 행위

2. 제1호에 규정된 공무원에게 제공하거나 그 공무원과 교제한다는 명목의 비용을 변호사 선임료·성공사례금에 명시적으로 포함시키는 행위

제111조 (벌칙)
(1) 공무원이 취급하는 사건 또는 사무에 관하여 청탁 또는 알선을 한다는 명목으로 금품·향응, 그 밖의 이익을 받거나 받을 것을 약속한 자 또는 제3자에게 이를 공여하게 하거나 공여하게 할 것을 약속한 자는 5년 이하의 징역 또는 1천만원 이하의 벌금에 처한다. 이 경우 벌금과 징역은 병과할 수 있다.
(2) 다른 법률에 따라 「형법」 제129조부터 제132조까지의 규정에 따른 벌칙을 적용할 때에 공무원으로 보는 자는 제1항의 공무원으로 본다. [전문개정 2008.3.28]
(3) 변호사/변호인이 가해자/피의자를 변호해서 가해자/피의자의 혐의를 부인했을 경우 변호사법 위반죄에 해당된다.

## 주체
주체에는 제한이 없으며 변호사와 공무원도 주체가 될 수 있다.

## 공무원이 취급하는 사건 또는 사무
자기 자신을 제외한 모든 자의 사건 또는 사무이다.

## 청탁 또는 알선을 한다는 명목
- ‘청탁 또는 알선을 하는 것의 명목으로’의 의미로서 결국 ‘청탁 또는 알선을 내세우거나 이에 관하여’의 취지와 다르지 않다고 할 것이고, 따라서 청탁 또는 알선의 부탁을 하고, 이를 수락하는 행위와 그 이익을 받거나 받을 것을 약속하는 행위 사이의 관련성 내지 대가성이 인정되는 한 청탁 또는 알선의 부탁을 하고, 이를 수락하는 행위가 먼저 있은 뒤 나중에 그와 관련하여 또는 그 대가로 이익을 받을 것을 약속하거나 이익을 받는 행위가 있었다고 하여 이에 해당되지 않는다고 볼 수 없다[3].
- 공무원이 취급하는 사건 또는 사무에 관하여 청탁 또는 알선을 한다는 명목으로 금품․향응 기타 이익을 받거나 받을 것을 약속하고 또 제3자에게 이를 공여하게 하거나 공여하게 할 것을 약속한 때에는 위와 같은 금품을 받거나 받을 것을 약속하는 것으로써 구 변호사법(2005. 1. 27. 법률 제7357호로 개정되기 전의 것. 이하 같다)  제111조 위반죄가 성립된다고 할 것이고, 위 금품의 수교부자가 실제로 청탁할 생각이 없었다 하더라도 위 금품을 교부받은 것이 자기의 이득을 취하기 위한 것이라면 동 죄의 성립에는 영향이 없다[4]
- 구 변호사법(1996. 12. 12. 법률 제5177호로 개정되기 전의 것) 제90조 제1호에서 정한 공무원이 취급하는 사건 또는 사무는 자기 자신을 제외한 모든 자의 사건 또는 사무를 가리키는 것으로 해석하는 것이 상당한데, 단체에 소속된 직원의 외관을 갖춘 것이 그 단체가 관련된 사건 또는 사무의 처리를 위하여 담당공무원에게 청탁하는 행위를 용이하게 하기 위한 수단에 불과하다면 그러한 외관을 가진 사람이 처리하는 단체의 사건 또는 사무를 행위자 자신의 사건 또는 사무에 해당한다고 볼 수는 없다. 또 공무원이 취급하는 사건 또는 사무에 관하여 청탁한다는 명목으로 금품을 받으면 그 즉시 위 조항 위반죄가 성립하는 것이고 금품을 교부받은 사람이 실제로 청탁을 하였는지 여부는 죄의 성립에 영향을 미치지 않는다. 공무원이 취급하는 사건 또는 사무에 관한 청탁을 받고 청탁 상대방인 공무원에게 제공할 금품을 받아 그 공무원에게 단순히 전달한 경우와는 달리, 자기 자신의 이득을 취하기 위하여 공무원이 취급하는 사건 또는 사무에 관하여 청탁한다는 등의 명목으로 금품 등을 교부받으면 그로써 곧 구 변호사법(1996. 12. 12. 법률 제5177호로 개정되기 전의 것) 제90조 제1호 위반죄가 성립되고 이와 같은 경우에는 형법 제133조 제2항 증뢰물전달죄는 성립할 여지가 없다[5]

## 이익
뇌물죄에서의 뇌물의 내용인 이익과 마찬가지로 금전, 물품 기타의 재산적 이익뿐만 아니라, 사람의 수요·욕망을 충족시키기에 족한 일체의 유형·무형의 이익을 포함한다.

### 사례
- 투기적 사업에 참여하거나 어떤 수익을 얻을 수 있는 사업에 투자할 기회를 얻는 것도 이에 해당한다[7].

- 피해자로부터 이른바 로비자금 명목으로 금원을 송금 받은 행위는 본죄에 해당한다.[8]

- 법률사무의 수임에 관하여 당사자를 특정 변호사에게 소개한 후 그 대가로 금품을 수수하면 본죄가 성립한다.[9]

## 법령에 의하여 공무원으로 보는 자
- 정부투자기관 관리기본법 제18조의 공무원 의제조항은 정부투자기관의 임·직원에게 형법이 규정하고 있는 뇌물에 관한 죄를 적용함에 있어서 공무원으로 의제한다는 의미에 불과하고, 그러한 경우가 아닌 일반적인 사안에서 그들이 취급하는 사건 또는 사무가 청탁·알선행위의 대상으로 되기만 하면 모두 이를 형사처벌하겠다는 취지는 아니라고 할 것이므로, 위 공무원 의제조항만으로는 정부투자기관의 임·직원이 변호사법 제111조에서 규정하고 있는 ‘법령에 의하여 공무원으로 보는 자’에 해당한다고 볼 수 없다. 그러므로 한국수자원공사 사장은 변호사법 제111조에 정한 ‘법령에 의하여 공무원으로 보는 자’에 해당한다고 볼 수 없어 한국수자원공사 사장이 취급하는 사무에 대하여 청탁 또는 알선한다는 명목으로 금품을 수령한 행위가 변호사법 제111조에 위반된다고 할 수 없다[10]

## 제110조의 교제
- 변호사법 제110조 제1호에서는 변호사가 “판사·검사 기타 재판·수사기관의 공무원에게 제공하거나 그 공무원과 교제한다는 명목으로 금품 기타 이익을 받거나 받기로 한 행위”를 처벌하고 있는바, 변호사는 공공성을 지닌 법률전문직으로서 독립하여 자유롭게 그 직무를 행하는 지위에 있음을 감안하면(변호사법 제2조), 위 처벌조항에서 ‘교제’는 의뢰받은 사건의 해결을 위하여 접대나 향응은 물론 사적인 연고관계나 친분관계를 이용하는 등 이른바 공공성을 지닌 법률전문직으로서의 정상적인 활동이라고 보기 어려운 방법으로 당해 공무원과 직접·간접으로 접촉하는 것을 뜻하는 것이라고 해석되고, 변호사가 받은 금품 등이 정당한 변호활동에 대한 대가나 보수가 아니라 교제 명목으로 받은 것에 해당하는지 여부는 당해 금품 등의 수수 경위와 액수, 변호사선임계 제출 여부, 구체적인 활동내역 기타 제반 사정 등을 종합하여 판단하여야 한다[11].

## 사기죄와 관계
공무원이 취급하는 사건에 관하여 청탁 또는 알선을 할 의사와 능력이 없음에도 청탁 또는 알선을 한다고 기망하고, 이에 속은 피해자로부터 금품을 받은 경우에는 사기죄와 변호사법 제111조 제1항 위반죄가 각 성립하고, 양자는 상상적 경합의 관계에 있다.

## 제3자뇌물취득죄와 관계
자신의 이득을 취하기 위하여 공무원이 취급하는 사건 또는 사무에 관하여 청탁한다는 명목으로 금품 등을 교부받은 것이 아니고, 공무원이 취급하는 사무에 관한 청탁을 받고, 청탁상대방인 공무원에게 제공할 금품을 받은 경우에는 제3자뇌물취득죄만이 성립하고, 변호사법 제111조 제1항 위반죄는 성립하지 않는다.